# Tiebas-Muruarte de Reta
Tiebas-Muruarte de Reta è un comune spagnolo di 563 abitanti situato nella comunità autonoma della Navarra.